# Згалево
Зга́лево (болг. Згалево) — село в Плевенській області Болгарії. Входить до складу общини Пордим.

## Населення
За даними перепису населення 2011 року у селі проживали 686 осіб.
Національний склад населення села:
| Національність   | Кількість осіб | Відсоток |
| ---------------- | -------------- | -------- |
| болгари          | 597            | 96,9%    |
| цигани           | 9              | 1,5%     |
| турки            | 7              | 1,1%     |
| інша             | 0              | 0%       |
| не визначились   | 3              | 0,5%     |
| Всього відповіли | 616            |          |

Розподіл населення за віком у 2011 році:
Динаміка населення: